# داني باهار
داني باهار هو شخصية أعمال سويسري، ولد في 1971 في إسطنبول في تركيا.

## وصلات خارجية
- الموقع الرسمي